# Gabriel José Tocornal Jiménez
Gabriel José Tocornal Jiménez (Santiago, 17 de marzo de 1775-Santiago, septiembre de 1841) fue un político y abogado chileno.
Fue hijo de Juan Bonifacio de Tocornal y Narcisa Jiménez Tordesillas. Se casó tres veces, primero con Josefa Velasco Oruna, con Nicoalsa de la Cerda y Santiago Concha y finalmente con Josefa Fernández Quintano y Valdés.
Obtuvo su título de abogado en 1800 por la Universidad de San Felipe, en 1802 pasó a ser abogado de la Real Audiencia de Chile. 
Colaborador de la revolución de 1810, participó en el Reglamento para el Arreglo de la Autoridad Ejecutiva Provisoria de Chile, sancionado en agosto de 1811. Ese mismo año, integró el Tribunal Superior de Gobierno. 
Diputado suplente por Santiago, al Congreso Nacional de 1811, pero nunca ocupó la titularidad. También fue senador suplente en 1818, de igual forma no ocupó nunca el cargo en propiedad. Ministro de la Corte de Apelaciones de Santiago (1814-1821).
Consejero de Estado (1826). Tomó parte de la convención para despachar la Constitución de la República de Chile, jurada y promulgada el 25 de mayo de 1833.
Miembro del peluconismo y del Partido Conservador, fue elegido Senador por Aconcagua en 1834, ocupando el sillón senatorial hasta su muerte. En este período fue miembro de la Comisión permanente de Legislación y Justicia, además de la Comisión de Negocios Eclesiásticos.